# Église Saint-Barthélemy-et-Saint-Roch de Castets
L'église Saint-Barthélemy-et-Saint-Roch est un lieu de culte catholique situé dans la commune de Castets, dans le département français des Landes et le diocèse d'Aire et Dax.

## Histoire
L'édification de l'église paroissiale de Castets date du XIIe siècle comme l'atteste son chevet actuel qui est construit en petits moellons réguliers, caractéristique du début de l'art roman.
Les églises du Marensin ont été fortifiées entre le xiiie siècle et le xive siècle. Ne présentant plus d'éléments architecturaux guerriers, l'église de Castets située sur un des points culminants du bourg facilitait sa défense.
Elle est agrandie au XVe siècle avec la construction des deux bas-côtés de style gothique.
Le bas-côté sud est reconstruit en 1859 par le charpentier Antoine Ducasse, le grand vitrail au dessus de la porte la date du chantier. Un ensemble de cinq verrières a été réalisé en 1878 par les verriers Mauméjean de Pau, installées dans la nef elles représentent l'immaculée conception, saint François de Sales, sainte Apollonie, saint Bernard de Clairvaux, saint Roch. Les deux vitraux du chœur  représentent saint Barthélemy et la Sainte Famille, le vitrail situé à l'entrée de l'édifice représente saint Joseph,.
Le clocher possède deux cloches en bronze, l'une date de 1826 d'une hauteur de 94 cm et de 111 cm de diamètre, l'autre date de 1864 d'une hauteur de 75 cm et de 90 cm de diamètre, fondues par les fondeurs dacquois Delestan et fils,.
En 1970 les maisons en contrebas de l'église sont détruites ce qui permet un meilleur accès à l'édifice et la création de la place Saint-Barthélemy. Le porche d'entrée datant de l'époque gothique s'effondre, il est remplacé par le porche actuel.
En 1980 sont posées les menuiseries du plafond de la nef centrale, du chœur et des autels latéraux. Cette œuvre fut menée par l'entreprise de menuiserie Robert Castets et fils. Durant la période du chantier les offices religieux étaient assurés dans la salle des fêtes devenue pour les besoins la chapelle du bourg. 
En 1990 les cloches sont électrifiées et est installée l’horloge avec ses trois cadrans sur les faces nord, sud et ouest du clocher. La place Saint-Barthélemy est réaménagée en favorisant un espace au parvis et en délimitant le parking réservé aux voitures. 
En 2000 après études de sols, sont menés des travaux confortatifs dans l'édifice et les renforcements des contreforts en limite de la rue de l’église. L’installation électrique, l'éclairage public et le réseau d’eaux pluviales sont rénovés. La même année est installée à l'extérieur du chœur la cloche de la chapelle Saint-Pierre du quartier de Houas à Castets, détruite lors de l'incendie de 1775. Seule la cloche en bronze du XVe siècle survécut. Elle est classée à titre d'objet historique en 2005,.
En 2010 reprise de la toiture principale suite aux méfaits de la tempête Klaus.

## Architecture
Édifice à 3 vaisseaux, vaisseau central terminé par un chœur à une travée droite et abside semi-circulaire étayée de contreforts. Clocher-porche à l'ouest recouvert d'ardoise. Nef couverte d'un plafond, abside couverte d'un cul-de-four, fenêtres en plein cintre.

## Galerie
Vitraux

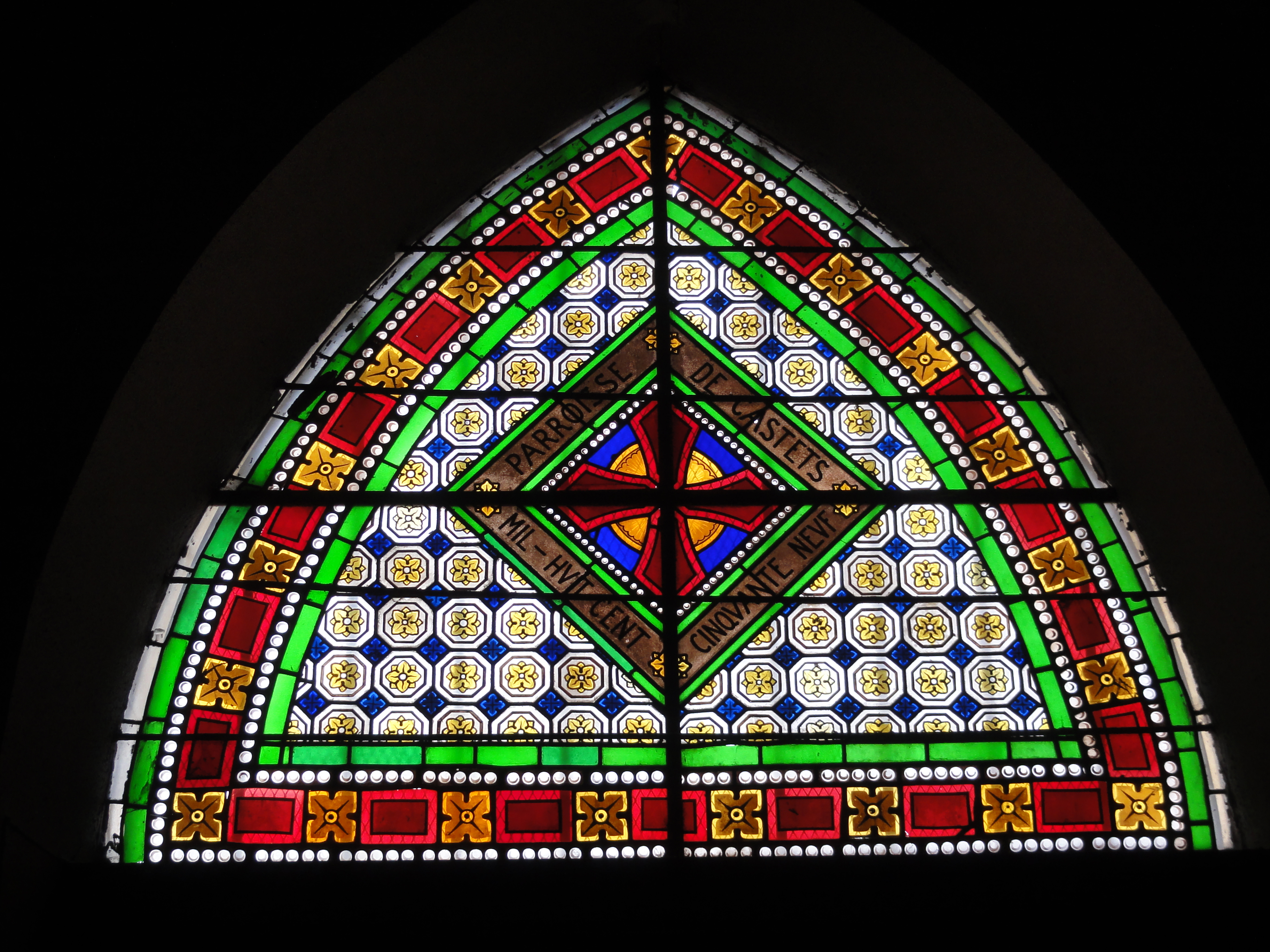
Vitrail au dessus de la porte datant de 1859
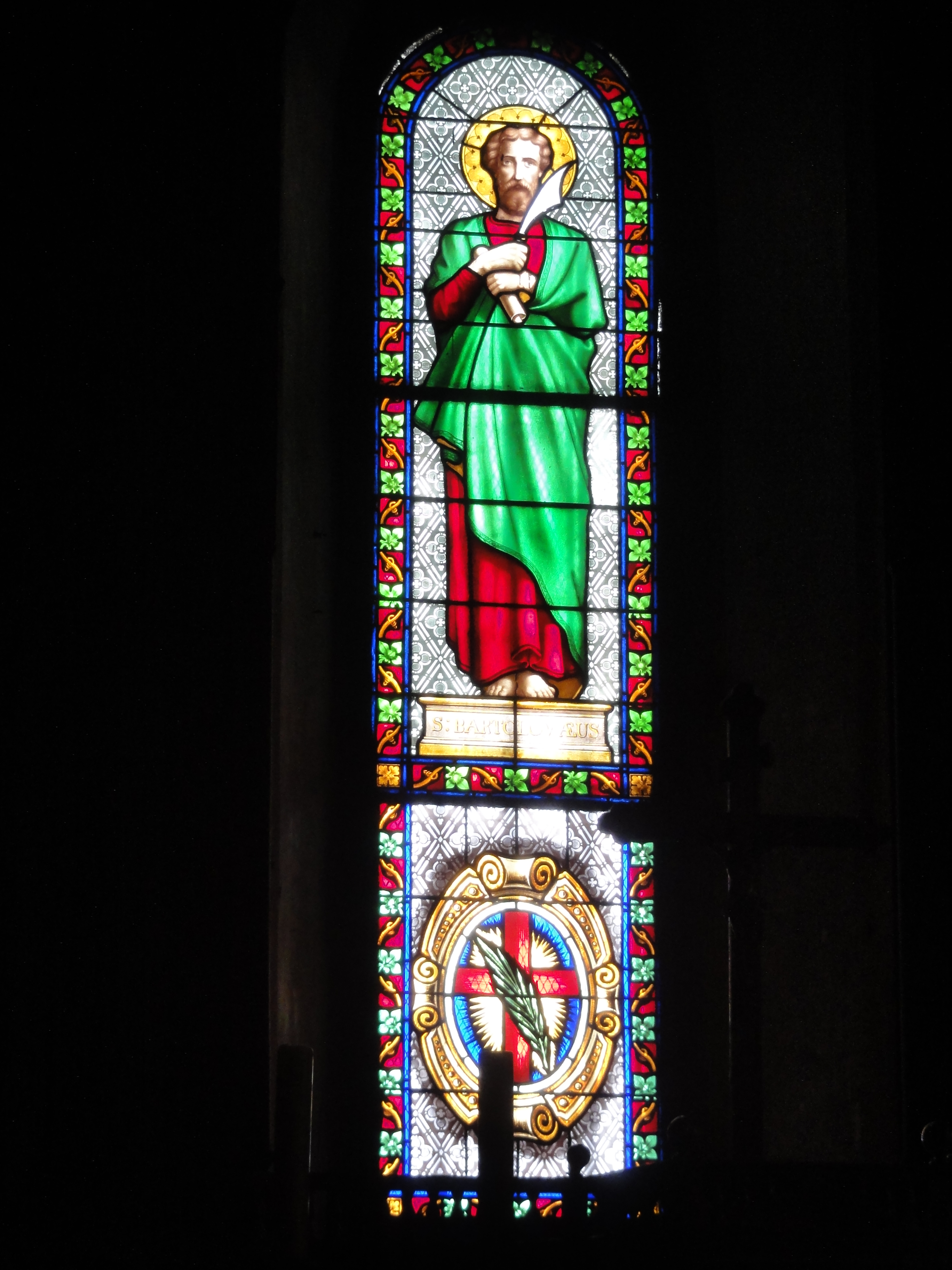
Vitrail de saint Barthélemy
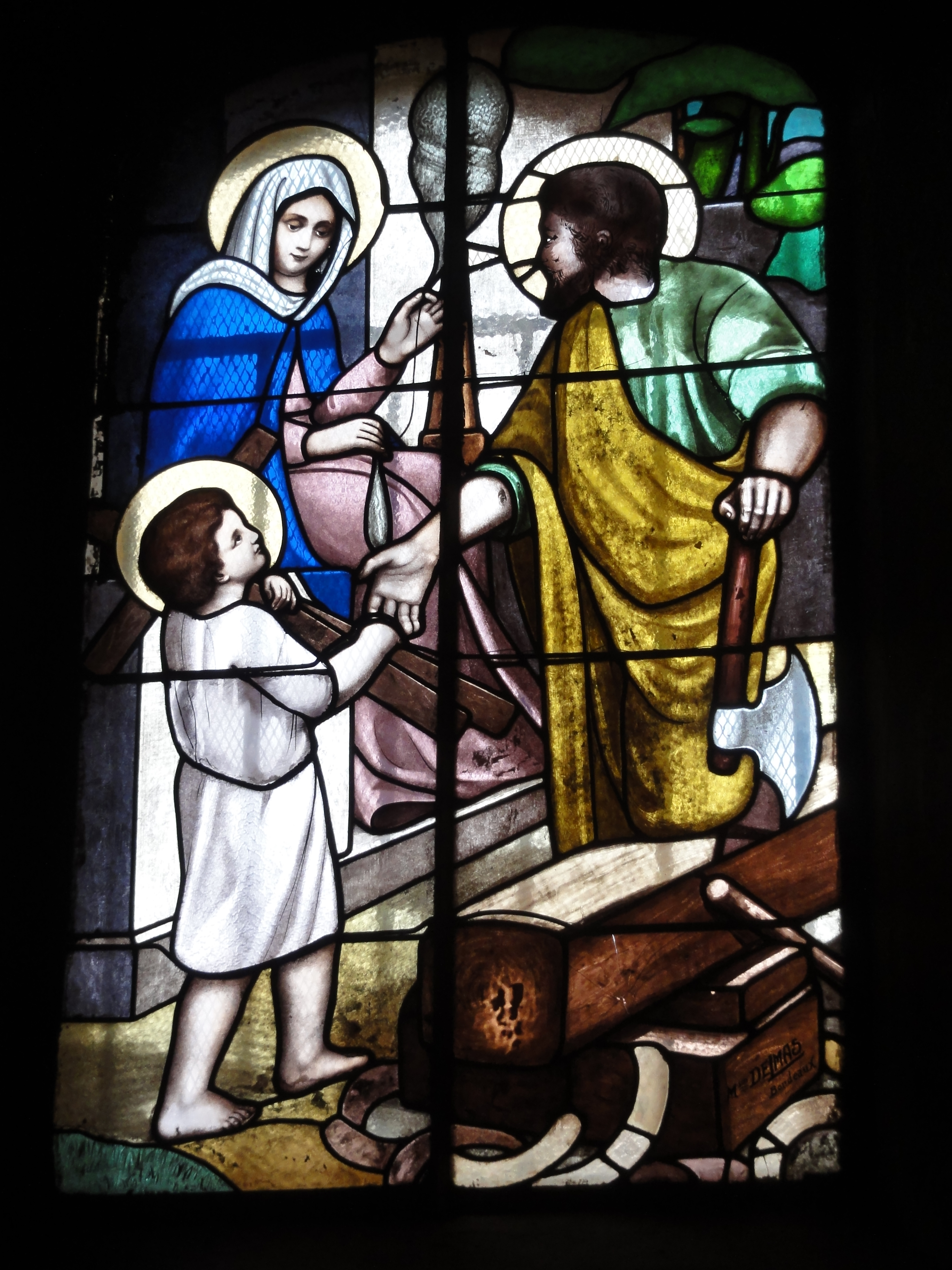
Vitrail de la Sainte Famille
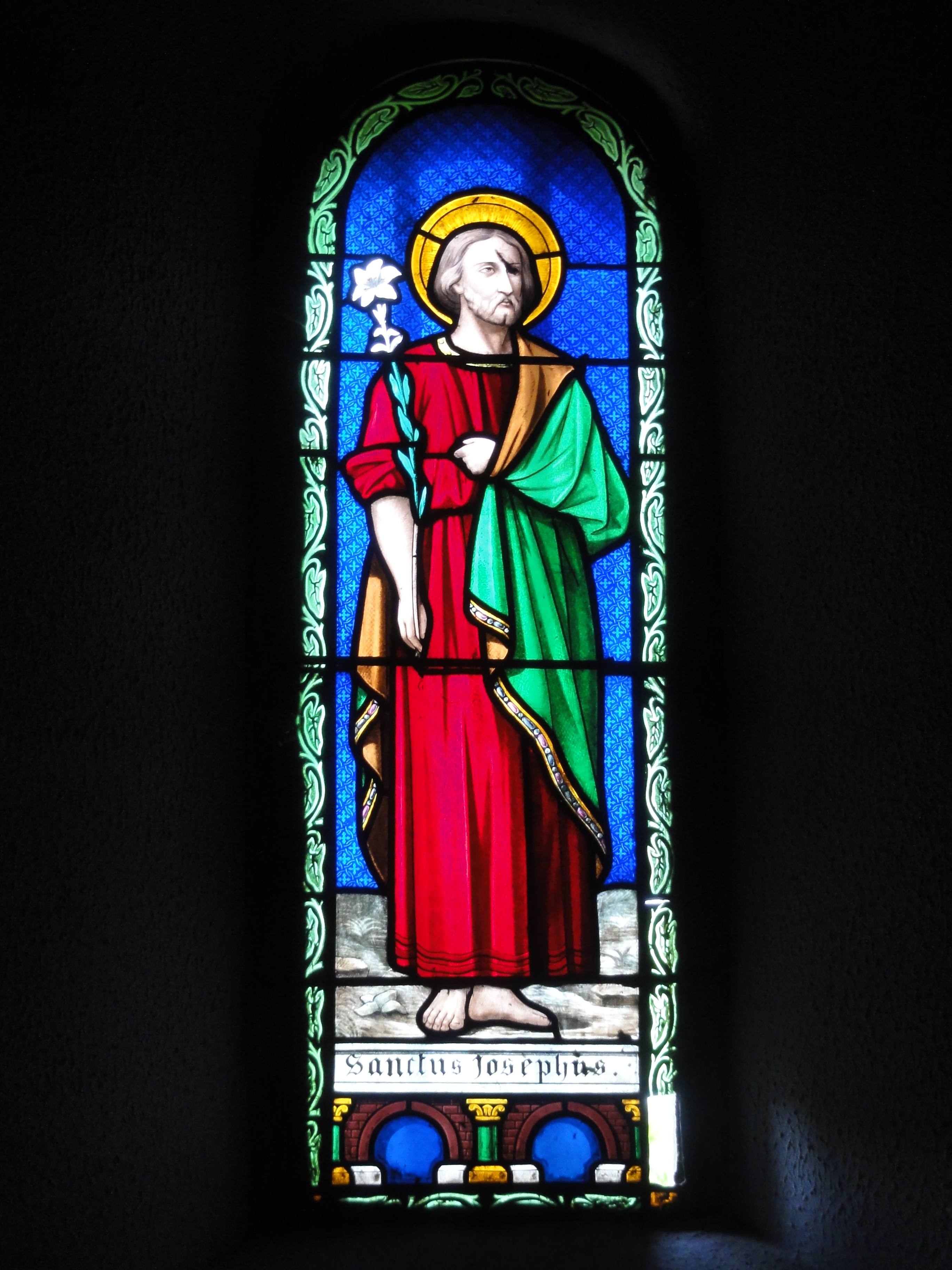
Vitrail de saint Joseph
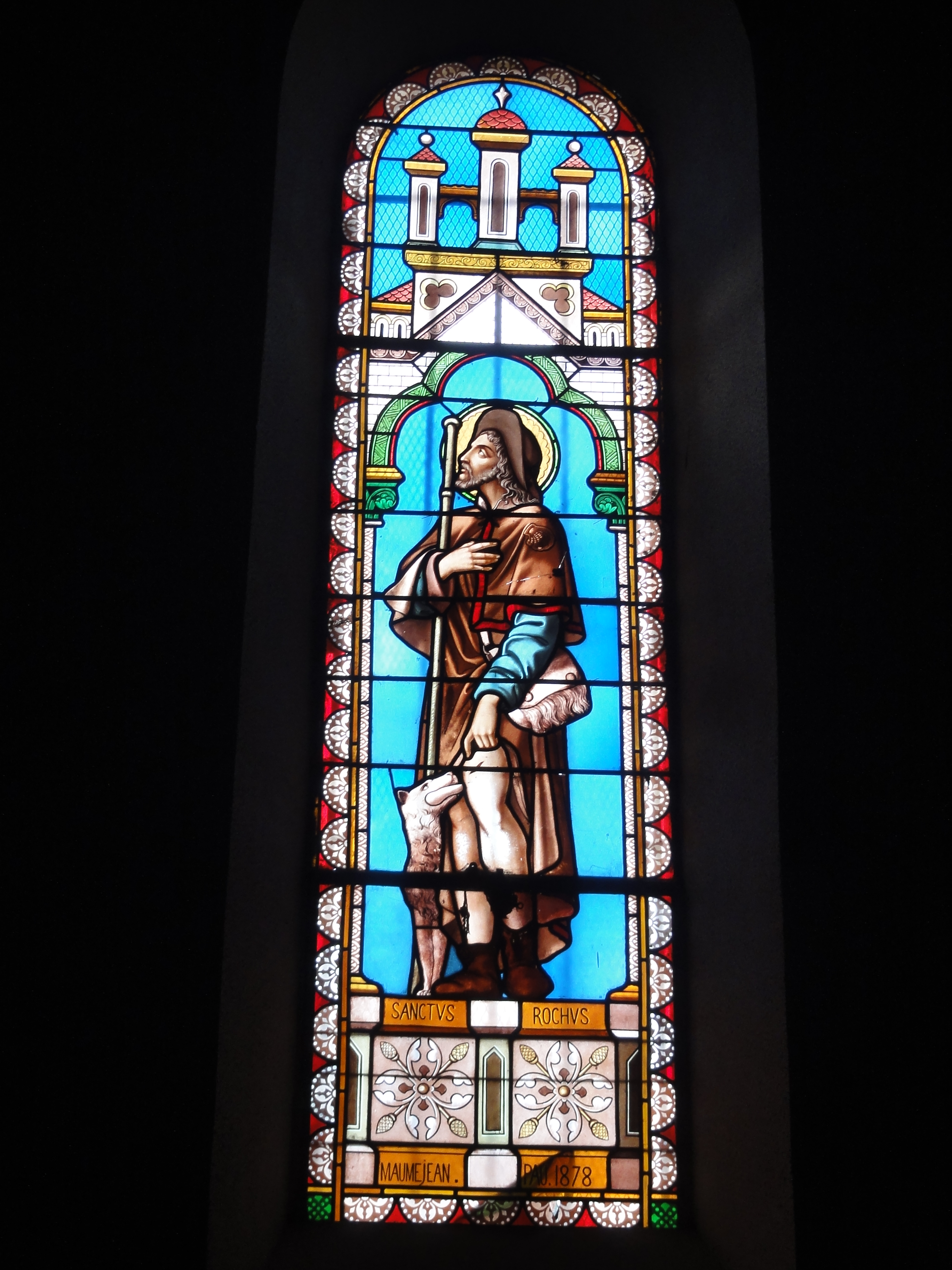
Vitrail de saint Roch 1878
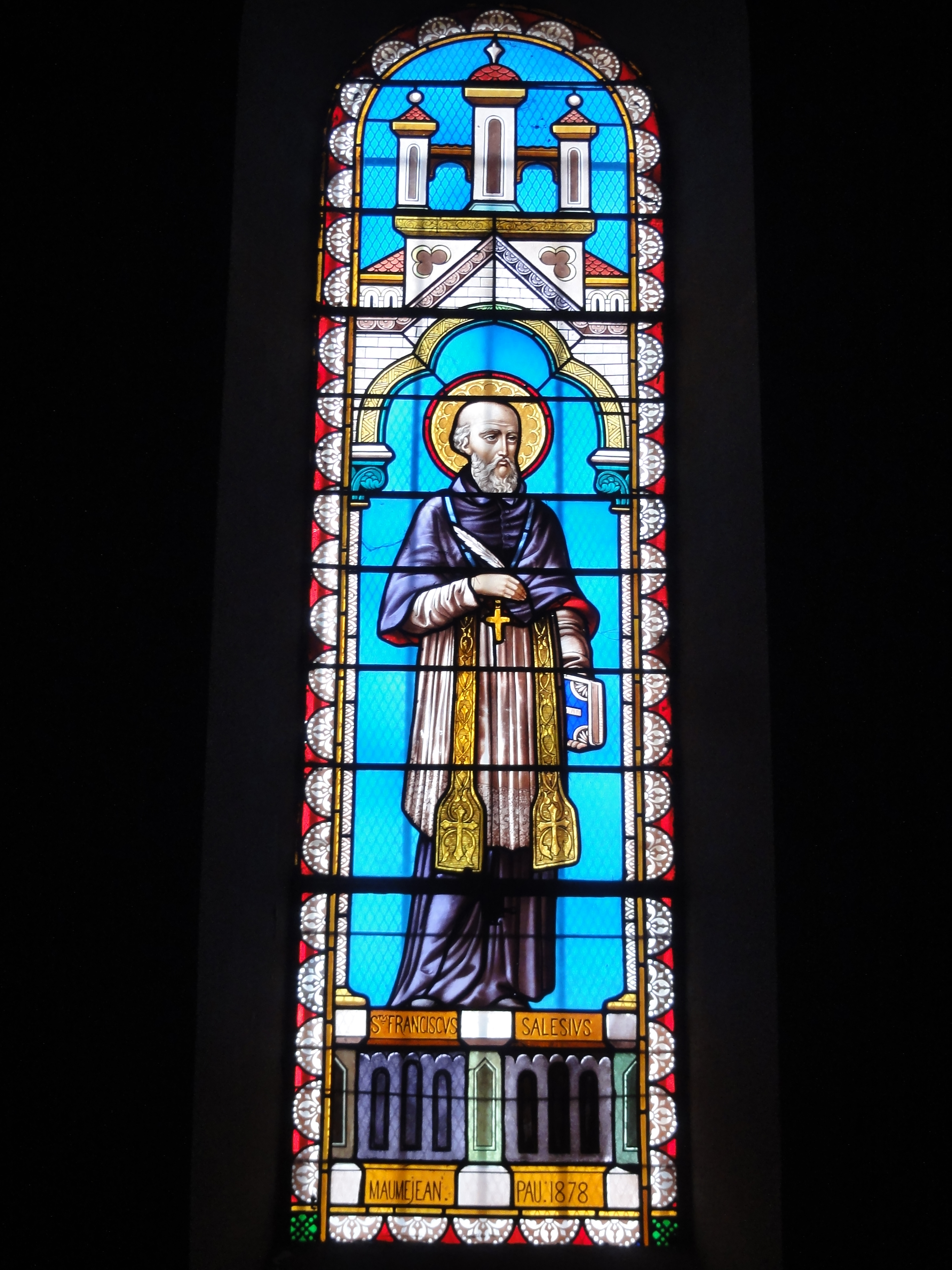
Vitrail saint François de Salles 1878
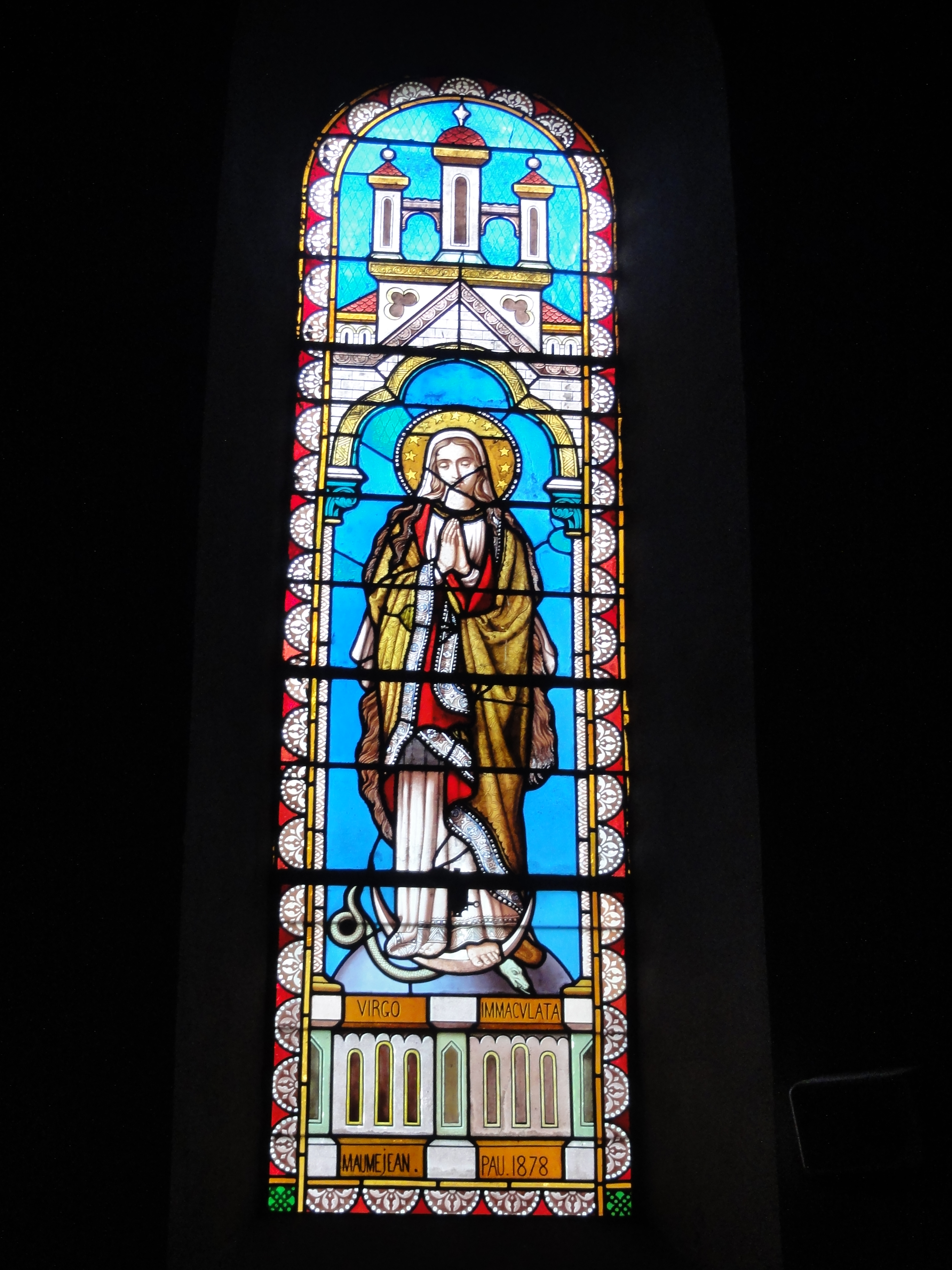
Vitrail de l'immaculée conception 1878
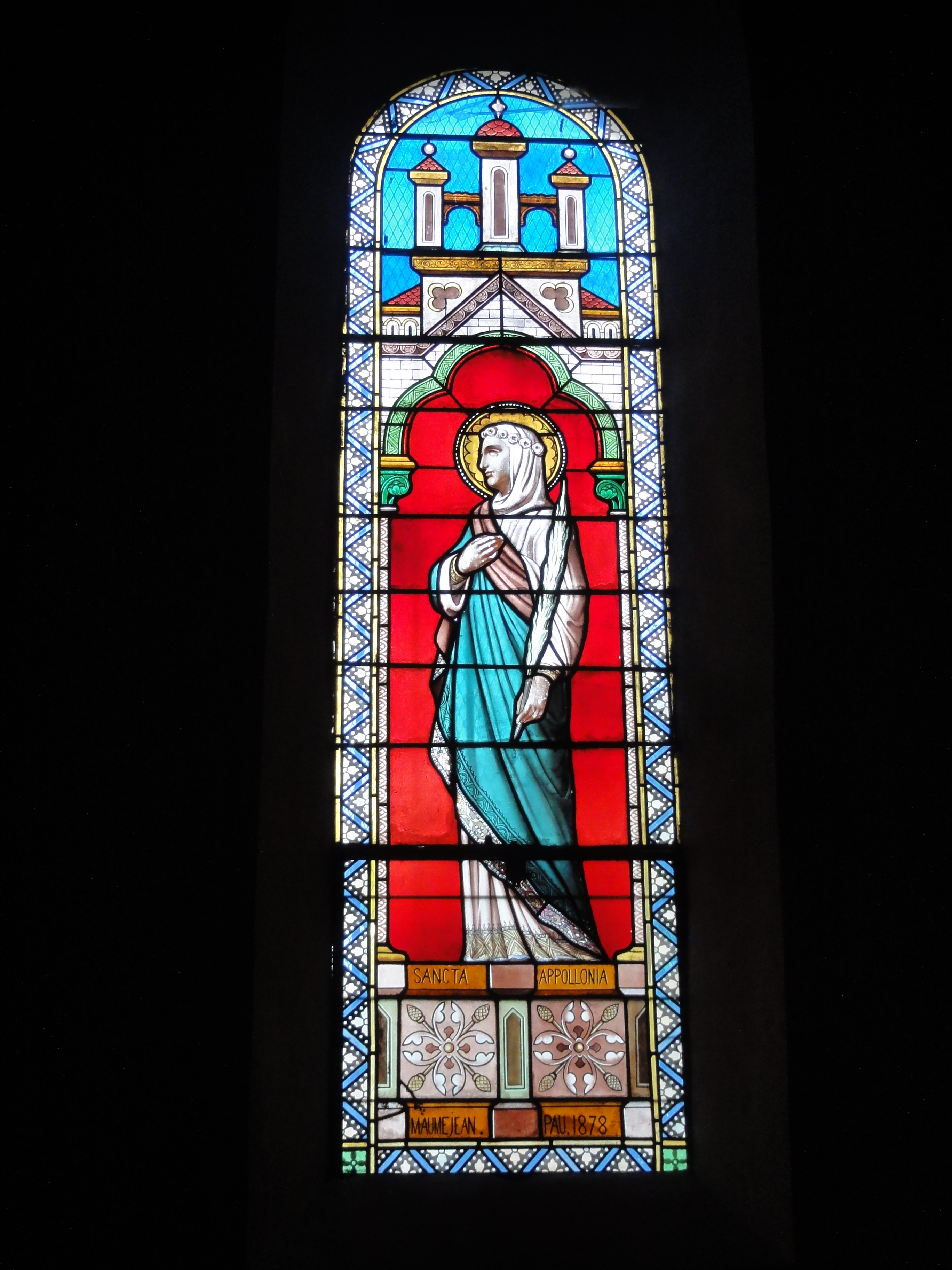
Vitrail de sainte Apollonie 1878
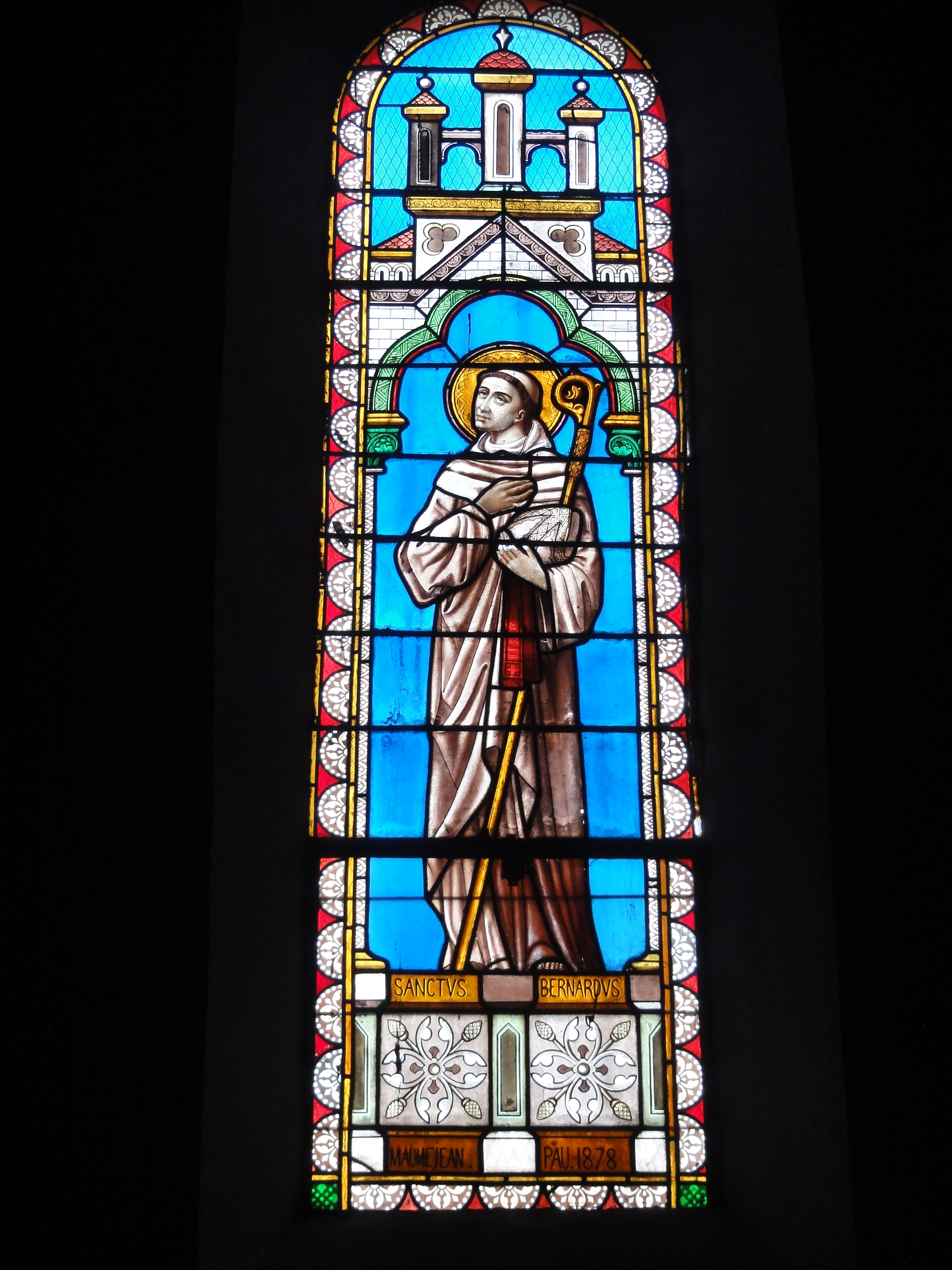
Vitrail de saint Bernard 1878

Photos anciennes

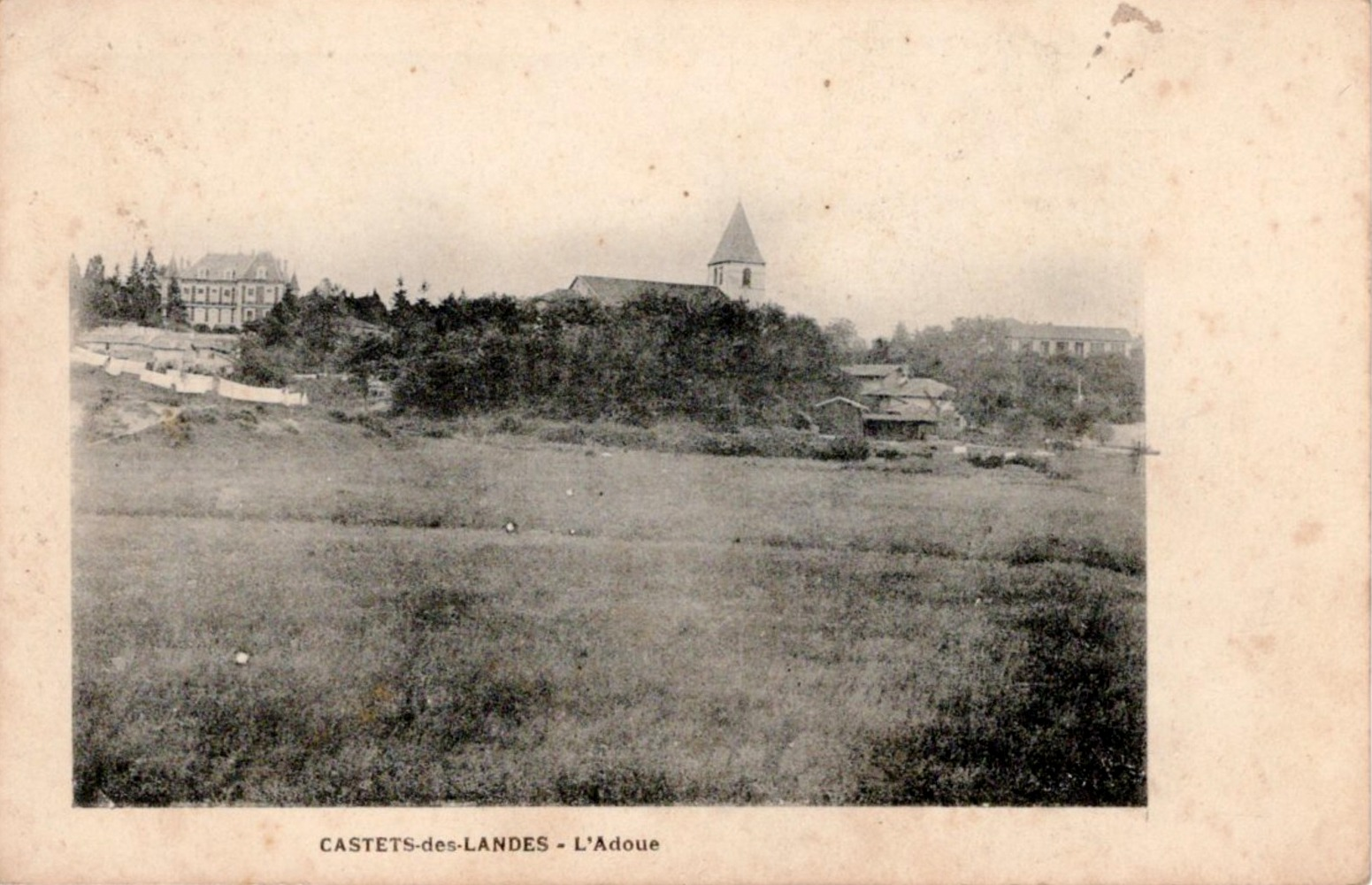
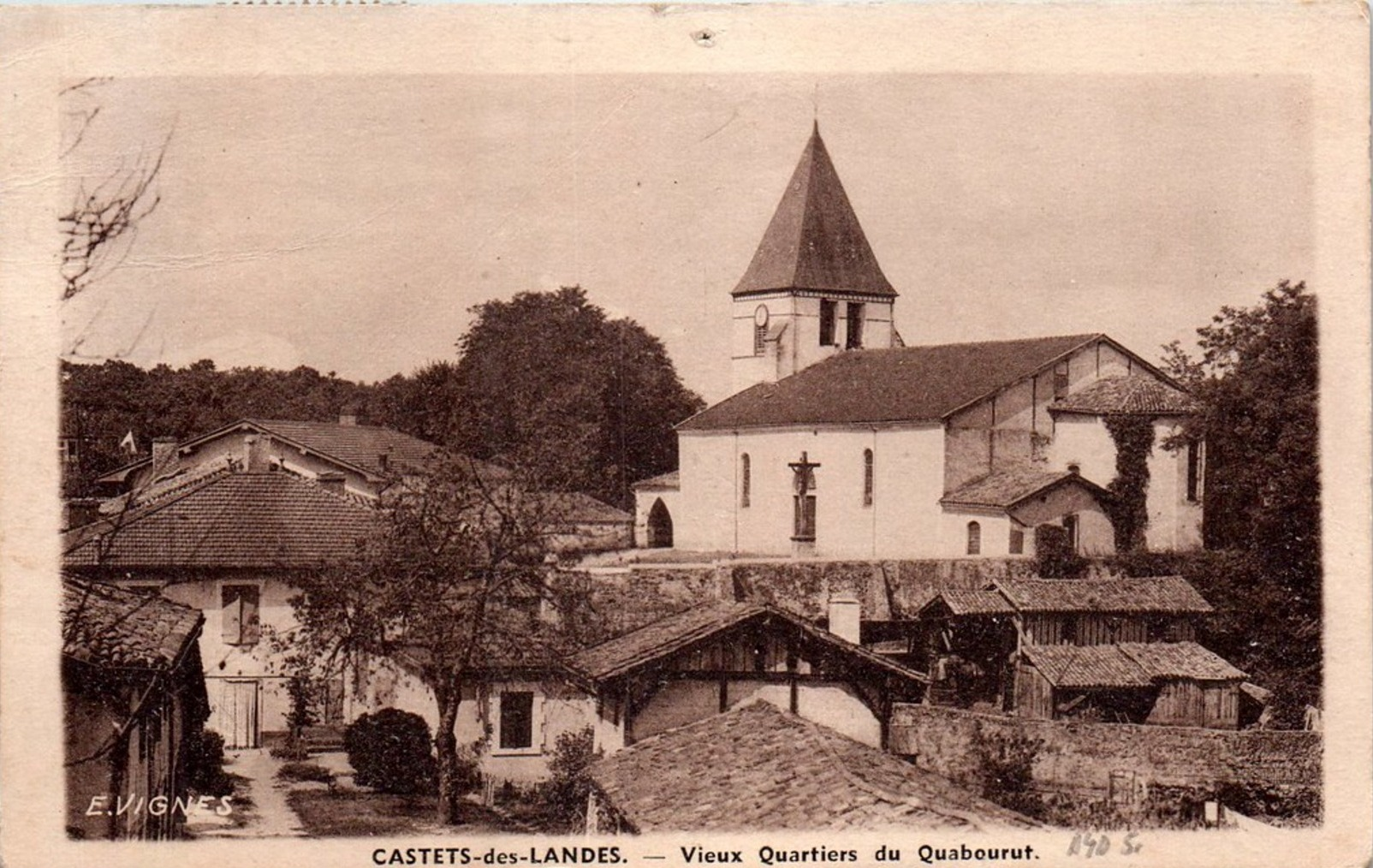
L'église 1900-1920 par Émile Vignes
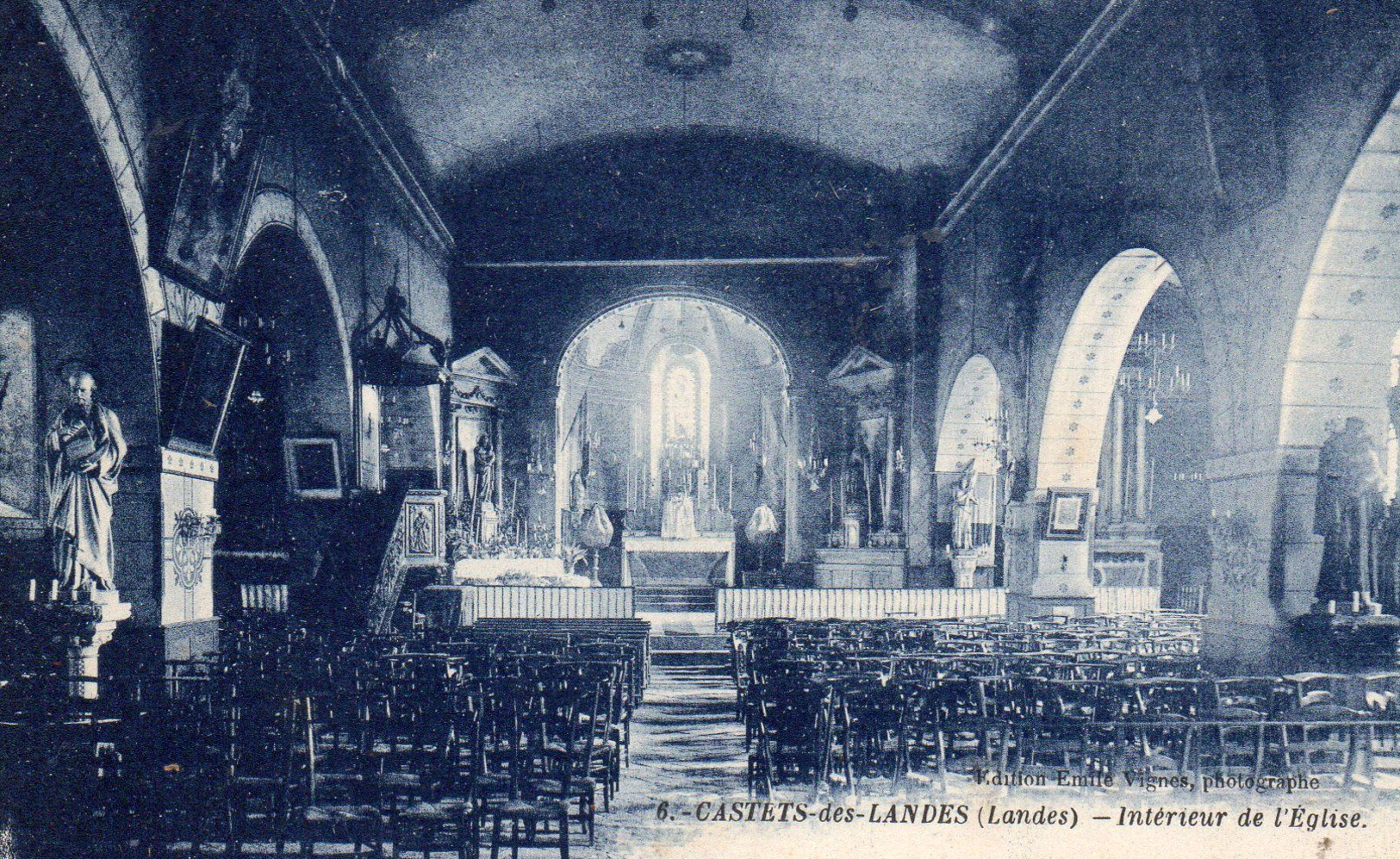
L'intérieur début XXe siècle
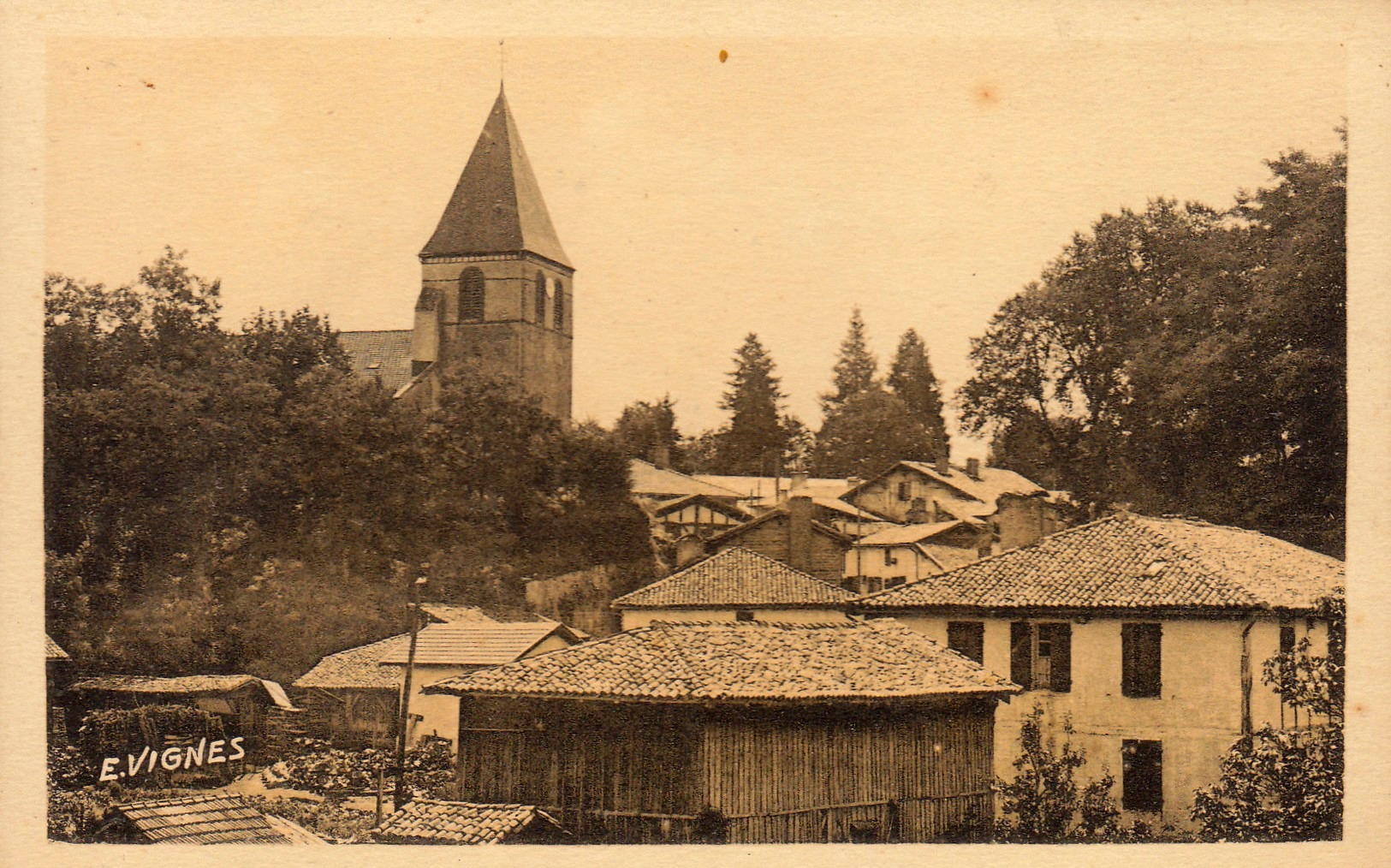
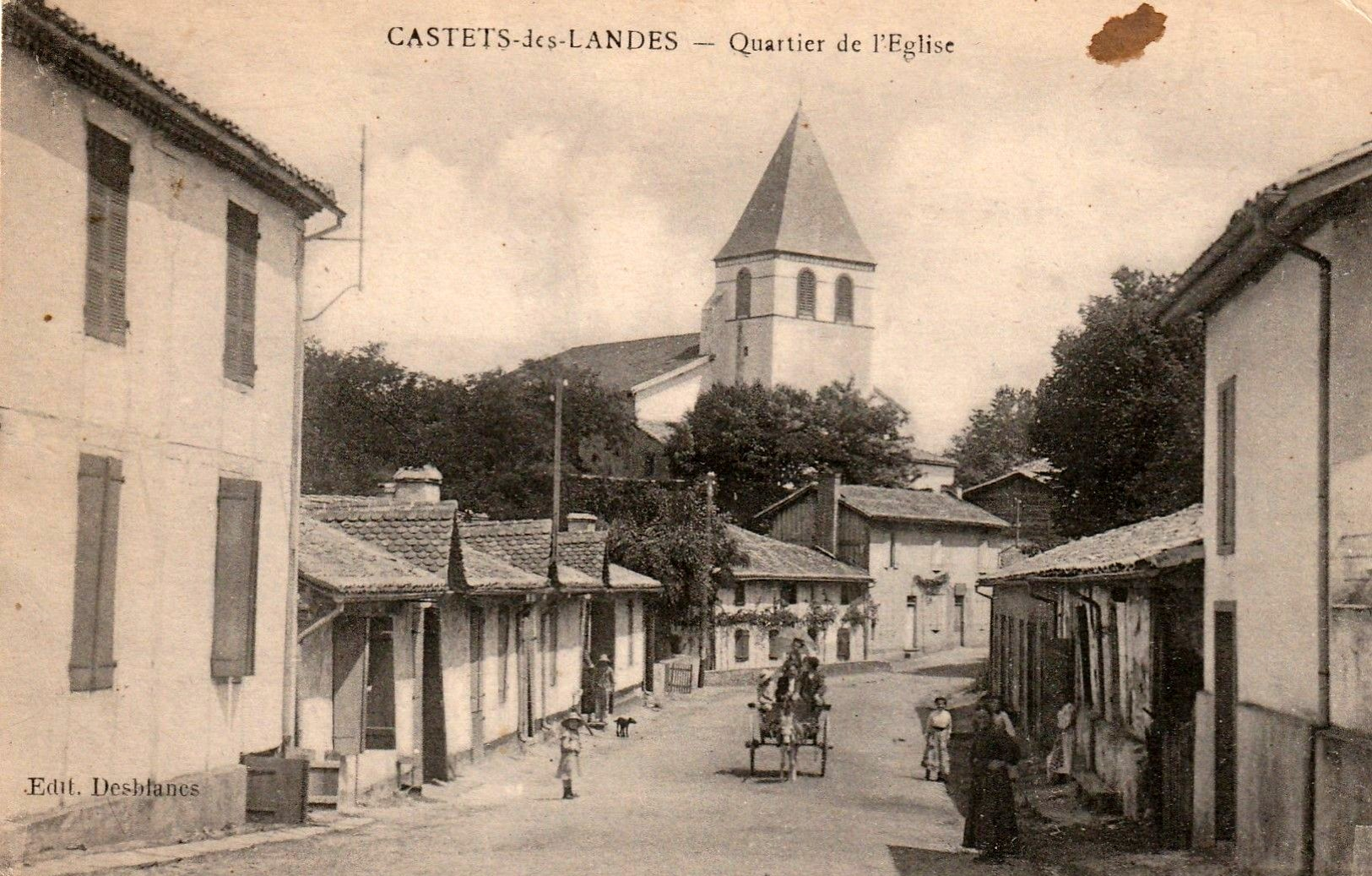